# حارة مستشفى الثورة (الصافية)

تعديل مصدري - تعديل

حارة مستشفى الثورة هي إحدى حارات حي الصافية بمديرية الصافية إحد مديريات العاصمة اليمنية صنعاء، بلغ تعداد سكانها 2667 نسمة حسب تعداد اليمن لعام 2004.